# Kuivasjärvi (sjö i Finland, Kajanaland)
Kuivasjärvi är en avskiljd del av sjön Kiantajärvi i Finland.   Den ligger i landskapet Kajanaland, i den centrala delen av landet, 600 km norr om huvudstaden Helsingfors. Kuivasjärvi ligger 202 meter över havet.